# Frutigen
Frutigen je obec v okrese Frutigen-Niedersimmental v kantonu Bern ve Švýcarsku, jehož je hlavním sídlem. Žije zde přibližně 6 900 obyvatel.

## Geografie
Frutigen leží v údolích Kandertal a Engstligental a rozkládá se od masivu Niesen až po Gehrihorn. Frutigen se dělí na osm místních částí (Bäuerten), včetně Achsetenu a Elsigbachu v Engstligentalu.
Východní okraj masivu Niesen se nazývá Spissen, což pochází od Spiss, úzkého kousku země. V nadmořské výšce 1000 až 1200 m jsou na svažitých terasách rozmístěny malé osady zvané Rinderwald, Ladholz, Lintern, Kratzern, Gempelen, Zwischenbäch a Ried, jejichž zalesněné strmé svahy vedou až na dno údolí pod nimi. Jednotlivé osady jsou přístupné z údolí po lesních cestách a jako příčné spojnice přes rokle vedou pouze úzké, exponované horské turistické stezky.

## Historie

Letecký pohled (1967)

První stopou po obyvatelích Frutigenu je sekera z doby bronzové. Mince a železná radlice dokládají římské osídlení v údolí Kandertal.
První kostel ve Frutigenu byl postaven v 8. nebo 9. století, nejstarší zmínka o kostele pochází z roku 1228. Současný kostel byl přestavěn po požáru v roce 1727. První zmínka o obci jako Frutingen pochází z roku 1234.
Aby mohl Anton von Turn splatit naléhavé dluhy, prodal v roce 1400 panství Frutingen starostům Bernu za 6200 florentských florénů. Kandertal se stal bernským hofmistrovstvím, které spravoval rychtář se sídlem v Tellenburgu. Tellenburg byl postaven ve 12. století Berchtholdem V. ze Zähringenu jako opevněný hrad a dnes je v troskách.
Stejně jako zbytek Oberlandu se Frutigen bránil reformaci, kterou v roce 1528 zavedl Bern, ale po pádu povstání v Interlakenu musel novou víru přijmout. V 18. a 19. století se oblast stala centrem reformačního obrození v Berner Oberlandu.
Během Helvétské republiky v letech 1798–1803 byl Frutigen hlavním městem okresu Frutigen v kantonu Oberland. Poté byl Kandertal opět bernským vrchním dvorem a od roku 1831 správním okresem. V roce 1850 se Kandergrund oddělil od Frutigenu, který se stal samostatnou obcí, k níž do roku 1909 patřil i Kandersteg.
Dne 3. srpna 1827 zničil požár obce 82 domů a 48 stodol; kromě kostela zůstalo neporušeno pouze šest obytných budov.
Od roku 1804 jezdil z Frutigenu do Thunu poštovní dostavník. S rozšířením dopravních cest se Kandertal otevřel turistickému ruchu a industrializaci. V roce 1901 byl Frutigen spojen železnicí se Spiezem, v roce 1913 trať pokračovala Lötschberským tunelem do Brigu. V roce 1917 jezdil první poštovní autobus do Adelbodenu. Severní portál úpatního tunelu Lötschberg, který byl uveden do provozu v roce 2007, leží na katastru Frutigenu.
Frutigen je od roku 1865 sídlem střední školy a odborných škol, od roku 1907 okresní nemocnice a od roku 2010 hlavním městem nově vzniklého okresu Frutigen-Niedersimmental.
Během druhé světové války bylo ve Frutigenu vybudováno vojenské letiště jako součást tzv. Réduitu. Dnes je vojenské letiště Frutigen komerční zónou a slouží jako parkoviště. Každoročně se zde také koná Frutigen Country Festival.

## Obyvatelstvo

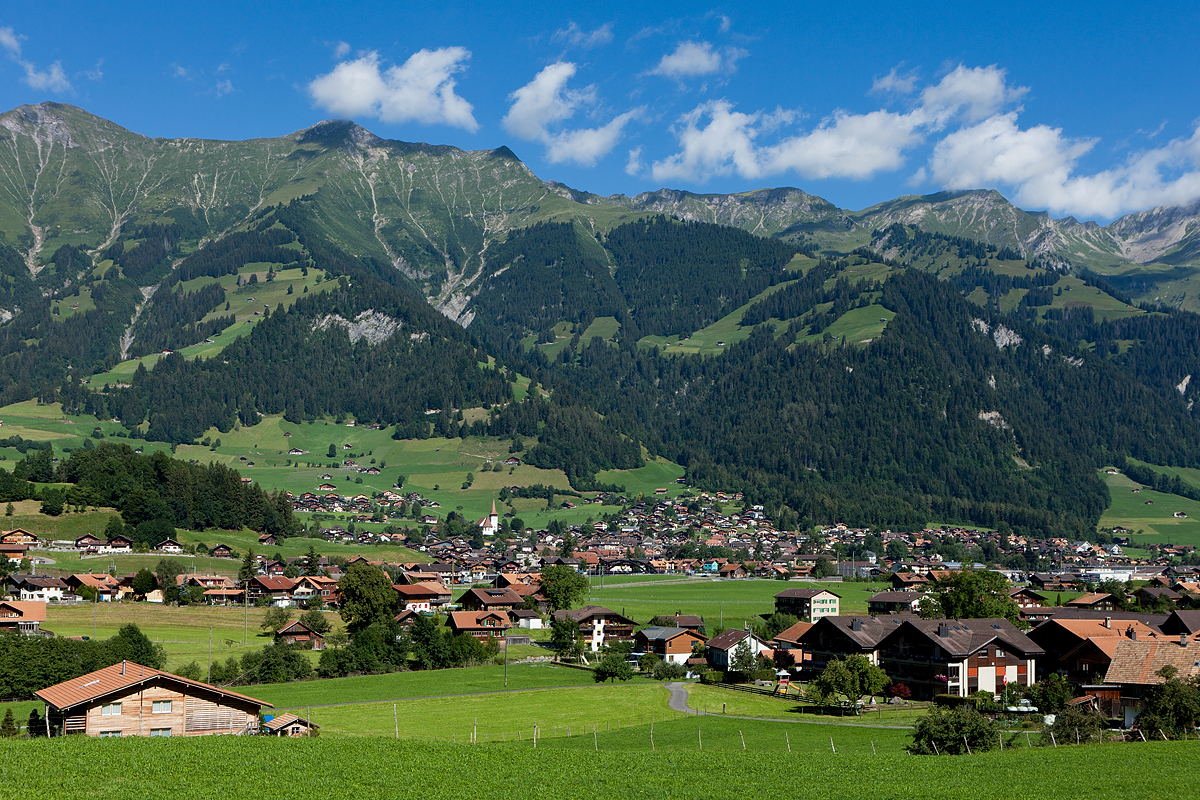
Pohled na Frutigen

| Vývoj počtu obyvatel | Vývoj počtu obyvatel | Vývoj počtu obyvatel | Vývoj počtu obyvatel | Vývoj počtu obyvatel | Vývoj počtu obyvatel | Vývoj počtu obyvatel | Vývoj počtu obyvatel | Vývoj počtu obyvatel | Vývoj počtu obyvatel | Vývoj počtu obyvatel | Vývoj počtu obyvatel | Vývoj počtu obyvatel | Vývoj počtu obyvatel | Vývoj počtu obyvatel | Vývoj počtu obyvatel | Vývoj počtu obyvatel | Vývoj počtu obyvatel | Vývoj počtu obyvatel |
| -------------------- | -------------------- | -------------------- | -------------------- | -------------------- | -------------------- | -------------------- | -------------------- | -------------------- | -------------------- | -------------------- | -------------------- | -------------------- | -------------------- | -------------------- | -------------------- | -------------------- | -------------------- | -------------------- |
| Rok                  | 1764                 | 1850                 | 1860                 | 1870                 | 1880                 | 1888                 | 1900                 | 1910                 | 1920                 | 1930                 | 1941                 | 1950                 | 1960                 | 1970                 | 1980                 | 1990                 | 2000                 |                      |
| Počet obyvatel       | 1935                 | 3480                 | 3529                 | 3780                 | 4040                 | 4039                 | 3996                 | 4832                 | 4743                 | 4752                 | 5115                 | 5643                 | 5565                 | 5796                 | 5779                 | 6307                 | 6661                 |                      |

## Hospodářství

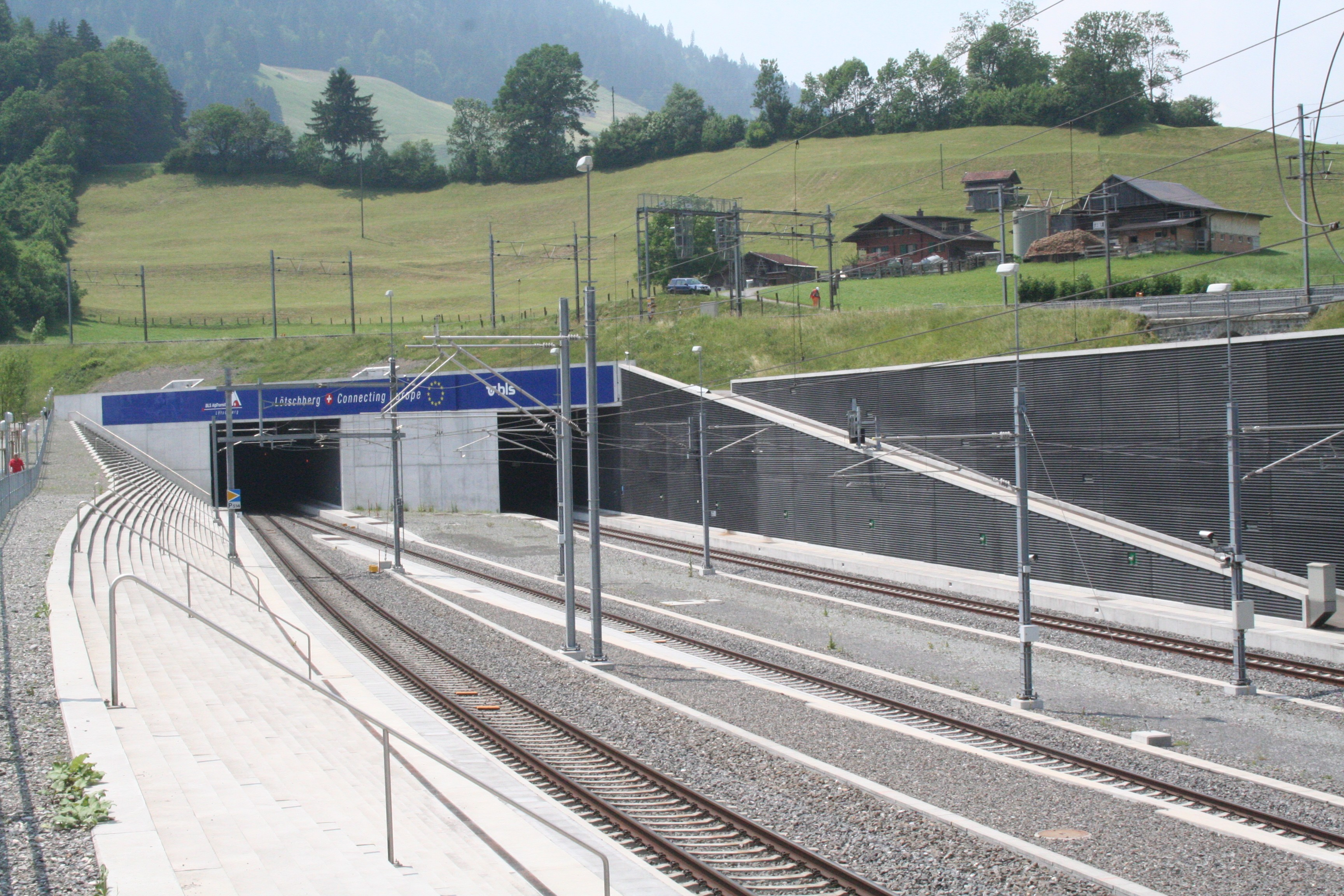
Severní portál úpatního tunelu Lötschberg u Frutigenu

Stejně jako ve většině alpských oblastí je zemědělství založeno především na pěstování trávy a chovu dobytka. Frutigen měl již ve 14. století trh s dobytkem. Chov dobytka byl důležitým hospodářským odvětvím a až do roku 1866 se zde chovalo samostatné plemeno skotu Frutigschlag.
Po staletí bylo údolí Kander krajem ovčích pastvin. Veškerá ovčí vlna se zpracovávala přímo v údolí na frutigenské sukno, které bylo velmi žádané pro výrobu tradičních krojů v celém bernském regionu. Největšího rozmachu dosáhla výroba sukna v 19. století.
Podle dokumentů z 15. století bylo pěstování obilí zanedbatelné. Přestože až do 17. století bylo v údolí dvanáct mlýnů, obilí se nakupovalo především v nížinách. Mnohem příznivější podmínky byly pro pěstování brambor, které se rychle rozšířilo. První brambory byly vysazeny v roce 1729. Později byla počátkem 20. století orná půda opět rozšířena. V současnosti se ve Frutigenu téměř nehospodaří.
Úpatní tunel Lötschberg vypouští na severní straně přibližně 100 litrů horské vody o teplotě přibližně 20 °C za sekundu. Myšlenka využití horské vody pro jeseteří farmu a produkci tropického ovoce byla realizována v Tropickém domě (Tropenhaus), který byl otevřen v roce 2009.

## Pamětihodnosti
Směrem k Adelbodenu, v Hostalde (Hohstalden), se přes údolí Engstligental ve výšce 38 metrů klene jeden z nejdelších visutých mostů pro pěší v Evropě. Lanový most byl postaven v roce 2006, je dlouhý 153 metrů a má nosnost 30 tun. Je v soukromém vlastnictví, ale přes den je přístupný veřejnosti. Majitelům byla udělena cena za inovaci v horském zemědělství Berner Oberlandu s následujícím odůvodněním: „Jedná se o dokončený inovativní projekt, vytváří nová pracovní místa, prodává regionální produkty a je přínosem pro cestovní ruch.“ Na konci mostu naproti silnici se nachází občerstvovací zastávka.

## Doprava

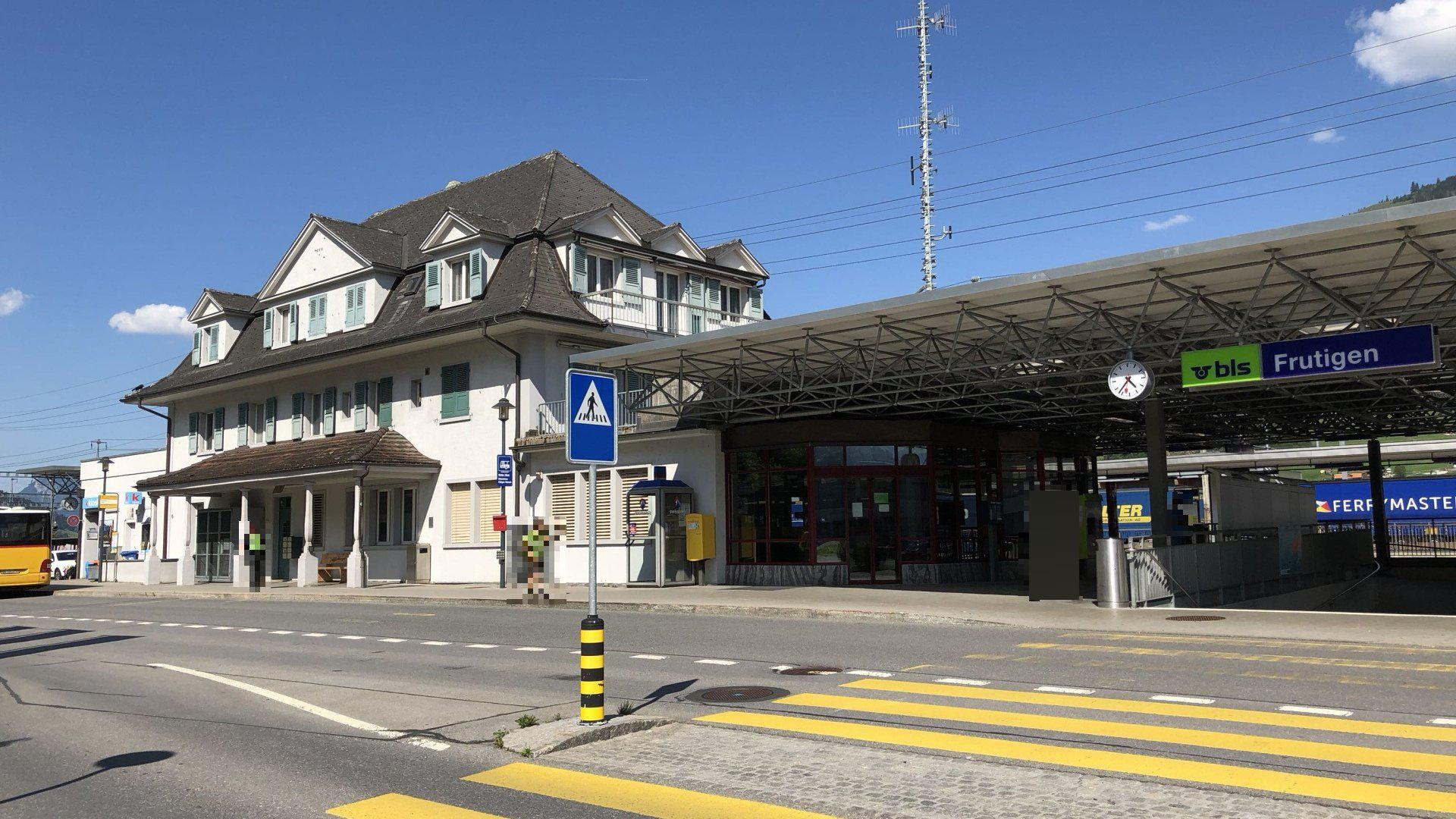
Železniční stanice Frutigen

Frutigen leží na kantonální silnici, spojující Spiez a Adelboden.
Železniční spojení zajišťuje Lötschberská dráha (Bern – Spiez – Visp – Brig) se železniční stanicí Frutigen, provozovaná společností BLS AG. Jižně od Frutigenu se nachází severní portál úpatního tunelu Lötschberg, uvedeného do provozu v roce 2007.

## Osobnosti
- Albert Steiner (1877–1965), fotograf
- Michael Schmid (* 1984), akrobatický lyžař